# Ally McErlaine
Ally McErlaine (Glasgow, 31 de Outubro de 1968) é um músico, mais conhecido como guitarrista da banda escocesa Texas, sendo membro da formação original, desde 1988.

## Biografia
Ally McErlaine integra como guitarrista principal a banda Texas em 1988, juntamente com Sharleen Spiteri, Johnny McElhone e Stuat Kerr.
Em 2001 casa-se com a cantora Shelly Poole do duo inglês Alisha's Attic. No mesmo ano participa no álbum Poses de Rufus Wainwright.
Permanece com a banda Texas até esta entrar em hiato, depois da edição do sétimo álbum de estúdio Red Book. A vocalista Sharleen Spiteri, parte para a carreira a solo, lançando em 2008, o álbum Melody.
Em 2009 quando a banda começa a pensar a reunião, Ally sofre um aneurisma cerebral, ficando em coma durante nove semanas. Miraculosamente Ally recupera, voltando aos palcos com os Texas em 2011.